# Guerra de Granada

Este mapa corresponde à situação dos cinco reinos peninsulares no começo do século XIV. O território do Reino de Granada em 1482 era ligeiramente mais reduzido, sobretudo o seu extremo ocidental, tendo cedido a zona do estreito de Gibraltar (zona "G" das letras de "GRANADA") e Antequera (zona sobre o primeiro "A")

Guerra de Granada foi o conjunto de campanhas militares que decorreram entre 1482 e 1492, durante o reinado dos Reis Católicos, no interior do reino de Granada.
Culminou com a rendição negociada mediante capitulação do rei Boabdil, que ao longo da guerra tinha oscilado entre a aliança, o jogo duplo, o apaziguamento e o confronto aberto com ambos os lados. Os dez anos de guerra não foram um esforço contínuo: houve um ritmo sazonal de campanhas iniciadas na primavera e terminadas no inverno. Além disso, o conflito esteve sujeito a numerosas vicissitudes bélicas e civis: notáveis foram os confrontos internos dentro da parte muçulmana; enquanto que no lado cristão foi decisiva a capacidade de integração numa missão comum das cidades, a nobreza castelhana e o imprescindível impulso do baixo clero, e a autoridade da emergente Monarquia Católica. A participação da Coroa de Aragão (cujos reinos estavam muito menos sujeitos ao autoritarismo real) foi de menor importância: além da presença do próprio rei Fernando, consistiu na colaboração naval, na contribuição de experientes artilheiros, e algum empréstimo financeiro. Era evidente a natureza da empresa, claramente castelhana, e a integração na Coroa de Castela do reino conquistado.
Os diplomatas entregaram as chaves da cidade, e a fortaleza-palácio do Alhambra, no dia 2 de Janeiro de 1492, data comemorada anualmente com uma ostentação de bandeiras no Município de Granada.

## Modernidade
Apesar de manter muitos traços medievais, foi uma das primeiras guerras que podem considerar-se modernas, pelo armamento e táticas empregues (mais que batalhas em campo aberto, foram decisivos os assédios corajosos com artilharia, e as maquiavélicas manobras políticas, ainda que não tenham faltado exemplos de heroísmo cavalheiresco, também próprios da época). Pode-se considerar como uma etapa intermediária chave na evolução bélica do Ocidente, entre a Guerra dos Cem Anos e as Guerras da Itália. Também na era moderna, a condição do exército vencedor, ao que, apesar de sua heterogênea composição, ou precisamente por ela (acudiram todo o tipo de forças, desde as tradicionais, reunidas pelos nobres, os concelhos, as ordens militares, os senhorios eclesiásticos; até outras como a recentemente organizada Santa Irmandade e autênticos mercenários profissionais provenientes de toda a Europa, incluindo um grupo de arqueiros ingleses dirigidos por Lord Scale) pode considerar-se como um precoce exemplo de exército moderno, permanente e profissional (para a historiografia mais tradicionalista, com laivos de exército nacional, provavelmente com abuso do termo), num momento em que se estão a definir as monarquias autoritárias que formaram os estados-nação da Europa Ocidental.
A Espanha, em vias de formar a sua unidade territorial, seria um dos principais exemplos após o casamento dos Reis Católicos (1469) e da sua vitória na Guerra de Sucessão Castelhana (1479). Pode-se concluir que a Guerra de Granada foi utilizada para associar Castela e Aragão num projecto comum, oferecendo à aristocracia uma actividade ao mesmo tempo lucrativa para si e útil à monarquia, que pode ser exibida ao mesmo tempo como empresa religiosa em conformidade com a nova forma de identidade social mais combativa: o espírito cristão-velho.

### O fim da Reconquista e o começo do Império
Por ser a última possibilidade de expansão territorial dos reinos cristãos frente aos muçulmanos na Península Ibérica, significou o fim da Reconquista, processo histórico de longa duração que havia começado no século VIII. Não se deve duvidar que a "Reconquista" é um termo ideológico dotado de uma carga semântica pouco neutral, e deve-se entender nos seus devidos termos: não havia significado uma continuidade de hostilidades em todo o período: foram contabilizados 85 anos de paz e 25 de guerra no período 1350-1460, conformando-se o Reino de Castela (único com fronteira com os muçulmanos) com o controlo do Estreito de Gibraltar e com a manutenção do Reino de Granada como um estado vassalo e tributário, em cuja política interna intervinha em determinadas ocasiões. Nos momentos de debilidade castelhana, ocorria o contrário: os nacéridas exerciam as suas próprias iniciativas, suspendendo os pagamentos, e recuperando algum pequeno território (Cieza e Carrillo em 1477), às vezes em conivência com algumas das facções que dividiram Castela (as disputas entre Rodrigo Ponce de León, o Marquês de Cádis e o Duque de Medina Sidonia levaram este último a aliar-se aos granadinos, que arrebataram a praça da Torre-Cardela na primeira campanha com a sua ajuda). A permeabilidade da fronteira em ambas as direcções também produziu a existência de categorias sociais mistas: os elches, ou cristãos (muitas vezes ex-cativos) que se convertiam ao Islão e os tornadizos que eram a categoria inversa. Transitavam sem nenhum problema pelo território fronteiriço os ejeas, intermediários dotados de licença para circular livremente, que negociavam os resgates de prisioneiros.
Não faltaram operações militares mais importantes, mas foram pontuais, e limitadas em extensão, como a tomada de Antequera (1410), que serviu fundamentalmente para prestigiar Fernando de Trastamara, que acrescentou o nome da cidade conquistada ao seu, como os generais romanos, sendo-lhe muito útil para a sua eleição como rei de Aragão no compromisso de Caspe (1412). A construção de um estado moderno, segundo o conceito que de tal coisa tinham os Reis Católicos, não era compatível com a manutenção dessa singularidade na Europa cristã, que além do mais removia a liberdade de movimentos a Castela, e impedia a exploração adequada de uma grande quantidade de terras ao largo de uma extensa e insegura fronteira.

A notícia da tomada de Granada foi celebrada com festejos em toda a Europa: em Roma celebrou-se uma procissão de ação de graças do Colégio Cardinalício; em Nápoles representaram-se dramas alegóricos de Jacopo Sannazaro, nos quais Maomé fugia do leão castelhano; na Catedral de São Paulo, de Londres, Henrique VII leu uma elogiosa proclamação:
| “ | Este feito acaba de ser consumado graças à valentia e à devoção de Fernando e Isabel, soberanos da Espanha que, para sua eterna honra, têm recuperado o grande e rico reino de Granada e tomado das mãos dos infiéis a poderosa capital moura, da qual os muçulmanos eram donos há séculos. | ” |

O confronto entre Cristianismo e Islão dava ao conflito um tom inequivocamente religioso, o qual a implicação vigorosa do clero se encarregou de reforçar, incluindo a concessão pelo papado da Bula da Cruzada. Quando, terminada a guerra, o próprio Papa foi o valenciano Alexandre VI, da família Borgia, Isabel e Fernando receberam o título de Católicos (1496), num reconhecimento da ascensão da Espanha como potência europeia homologável, ao que também não era alheia a política de "máximo religioso" dos Reis, que tinha produzido a expulsão dos judeus em 1492, pouco depois da tomada de Granada. A pressão sobre os conversos, através da recém-instaurada Inquisição espanhola era particularmente dura desde o primeiro auto-de-fé (Sevilha, 1481). Como se isto fosse pouco, o Papa também lhes concedeu o Novo Mundo descoberto e por descobrir (de novo nesse mesmo ano) em troca da sua evangelização, tudo isso no conjunto de documentos conhecido como Bulas Alexandrinas. As referências à recuperação de Jerusalém não deixaram de estar presentes como um horizonte retórico.
De uma perspectiva mais vasta, há que ter em conta que no outro extremo do Mar Mediterrâneo estava em formação o gigantesco Império Otomano, que tomara Constantinopla (1453) e aumentava os seus domínios nos Balcãs e no Médio Oriente, chegando mesmo a ocupar temporalmente o porto italiano de Otranto em 1480. Não obstante, os granadinos tiveram de enfrentar-se sozinhos com os cristãos, pois os seus possíveis aliados, os sultões de Fez, de Tremecém ou do Egito não se envolveram na guerra.
Também se pode referir que, como processo histórico, o avanço territorial não se deteve com a tomada de Granada e continuou de facto durante o século seguinte, ao continuarem a existir as forças sociais que alimentavam essa necessidade expansiva. Essa expansão pôde ver-se no exterior que, em conjunto com os eventos dinásticos que reuniram diversos territórios europeus, formou o que se acabou por se conhecer como Império espanhol: a simultânea conquista das Ilhas Canárias, e a posterior Conquista da América (descoberta em 12 de Outubro de 1492, na expedição prevista nas Capitulações de Santa Fé assinadas por Colombo e pelos Reis frente à assediada Granada); da toma pontual de praças do norte de África; além da conquista do cristão reino de Navarra em 1512.

### O exército
| “ | Durante a marcha limpou os campos e desafiou o inimigo para o combate. O temor das revoltas internas dos granadinos obrigou o rei Alboácem a recusar a batalha, não exibindo nunca suas tropas ante as nossas, e limitando-se a esconder entre as oliveiras uma multidão de peões, e a colocar junto aos emboscados, prontos a acudir à escaramuça, alguns cavaleiros dispersos, que em confuso pelotão fingiam caminhar ao acaso; tudo a fim de cair sobre os nossos, se no seu afã de lutar acometiam incautamente aos mouros na sua marcha. Adivinhou D. Fernando o ardil, e deu ordem aos soldados de não empenhar combate às escondidas. Logo, à medida que se iam aproximando de Granada, cuidavam mais da segurança da realeza; não permitiam aos homens de armas nem aos peões romper a ordem das batalhas, nem aos destinados à limpeza dos campos que saíssem sem forte escolta; a tudo proveiu com maduro conselho para evitar um dano como o ocorrido no ano anterior perto de Loja. A exemplo do Rei, os Grandes e todo o exército observavam a mais estrita disciplina, fazendo a aguada com a devida cautela, evitando com as patrulhas as surpresas do inimigo, procedendo, enfim, em tudo quanto cumpria a um exército perfeitamente disciplinado. Apenas foi obstáculo para continuar a provocar ao combate a multidão inimiga, a insuficiência dos víveres, porque, fora das messes, todos os restantes alimentos escasseavam, e não poderiam os soldados sofrer muito tempo sem se queixarem da falta de víveres | ” |

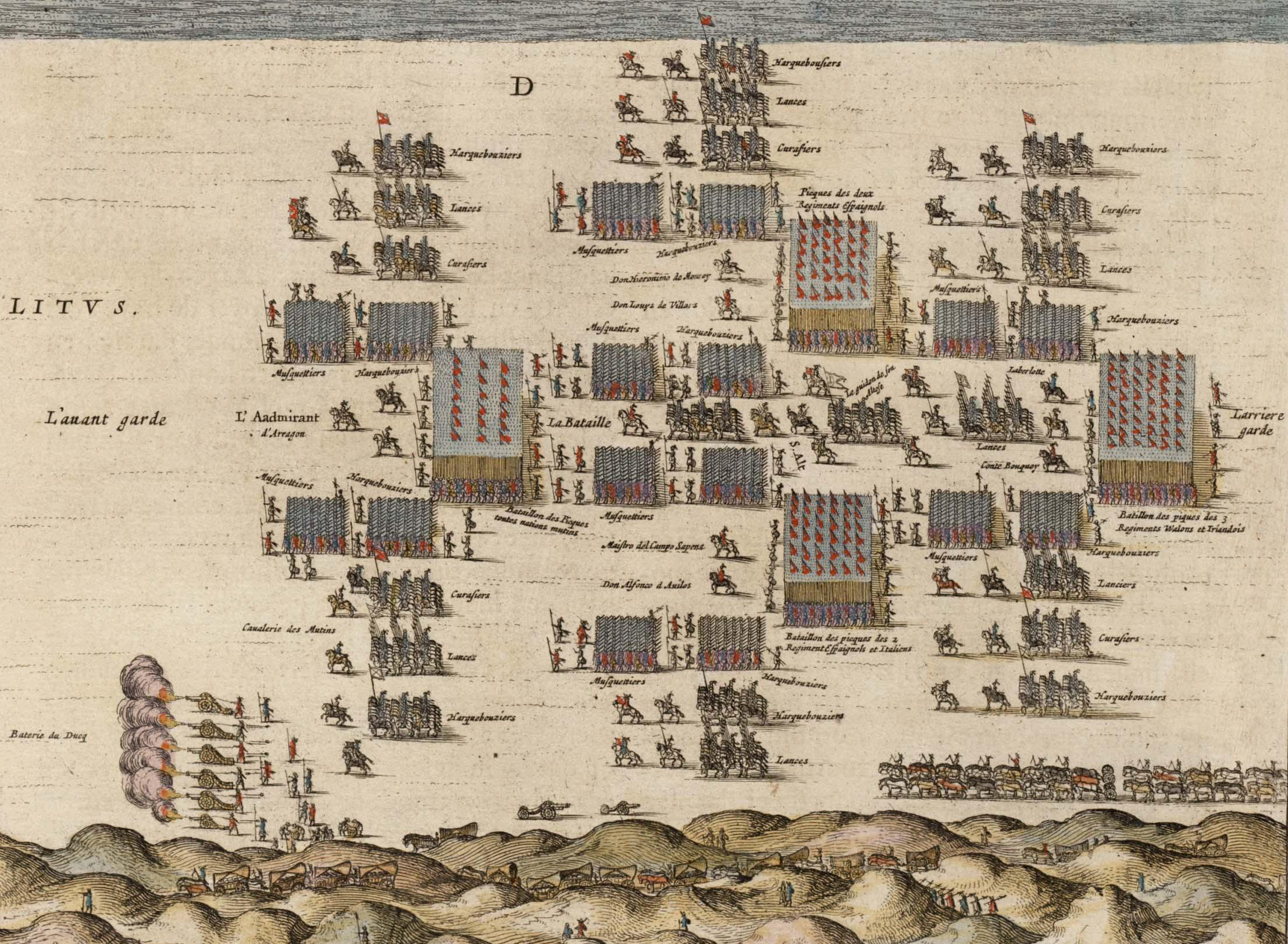
Esta imagem dos terços na batalha de Nieuwpoort (1600) é muito posterior, mas indica bem o equilíbrio dos diversos componentes, com o peso fundamental de infantaria e artilharia, e a importância da disciplina e coesão das unidades

Foi experimentada nestas Guerras de Granada uma nova formação militar mista de artilharia e infantaria dotada de armamento combinado (piques, espingardas, mais tarde arcabuzes…), com utilização menor da cavalaria do que nas guerras medievais, e com soldados mercenários submetidos a uma disciplina diferente da do código de honra da vassalagem feudal, e sem esquecer contingentes não combatentes, por vezes numerosíssimos: até 30 000 "trabalhadores" em 1483, encarregados de recolher ou queimar colheitas (as famosas talas para debilitar a economia inimiga) e realizar outras tarefas com valor táctico e estratégico.
Esta inovadora unidade militar foi conhecida posteriormente como terços. Em poucos anos utilizaram-se com êxito nas Guerras Italianas a mando de um militar experimentado nas campanhas andaluzas: Gonzalo Fernández de Córdova (o Grande Capitão).
De qualquer modo, embora se tenha insistido abundantemente na historiografia, não convém exagerar o precedente: as treinadas tropas de choque castelhanas das Guerras de Granada foram essencialmente a cavalaria real e senhorial, e as milícias a pé, na sua maior parte de recrutamento concelhio, em grande parte não combatente, e o seu rendimento foi medíocre.
Para Ladero Quesada foi a última hoste medieval de Castela, claramente diferente dos corpos profissionais do século seguinte. O que se pode considerar uma clara mostra da forma moderna de fazer a guerra é o volume de meios empregues: até 10 000 cavaleiros e 50 000 infantes, e mais de 200 peças de artilharia construídas em Écija com ajuda de técnicos franceses e bretões. Os artilheiros passaram de quatro em 1479 para 75 em 1482 e 91 em 1485, muitos dos quais vindos de Aragão, Borgonha ou Bretanha. A quantidade de animais de tiro e carga também se contava por dezenas de milhar (até 80 000 mulas num ano).
A guerra foi quase completamente terrestre. Houve, porém, uma considerável presença naval de navios castelhanos (do Atlântico andaluz, bascos e de outros portos cantábricos) e aragoneses, que se limitaram a realizar uma eficaz função de bloqueio, vigilância e corso dificultando a relação dos granadinos com seus possíveis aliados do outro lado do estreito, os quais tampouco demonstraram muito interesse em intervir.
Quanto aos custos financeiros, foram imensos. Ladero Quesada adianta uma cifra de mil milhões de maravedis para a Coroa e outro tanto para os restantes agentes que intervieram. Conseguiu-se recolher, além dos ingressos ordinários (sempre em maravedis): 650 milhões com a Bula de Cruzada, 160 milhões com subsídios ou décimas do clero (habitualmente isento) e 50 milhões das judiarias e comunidades mudéjares. Só os escravos vendidos depois da tomada de Málaga significaram mais de 56 milhões. Sendo insuficientes, recorreu-se ao crédito tanto em Castela (de forma obrigatória aos concelhos, à Mesta, às colónias de mercadores estrangeiros e a alguns nobres) como fora dela (16 milhões em Valência) e a emissão de juros com taxas entre 7 e 10%.

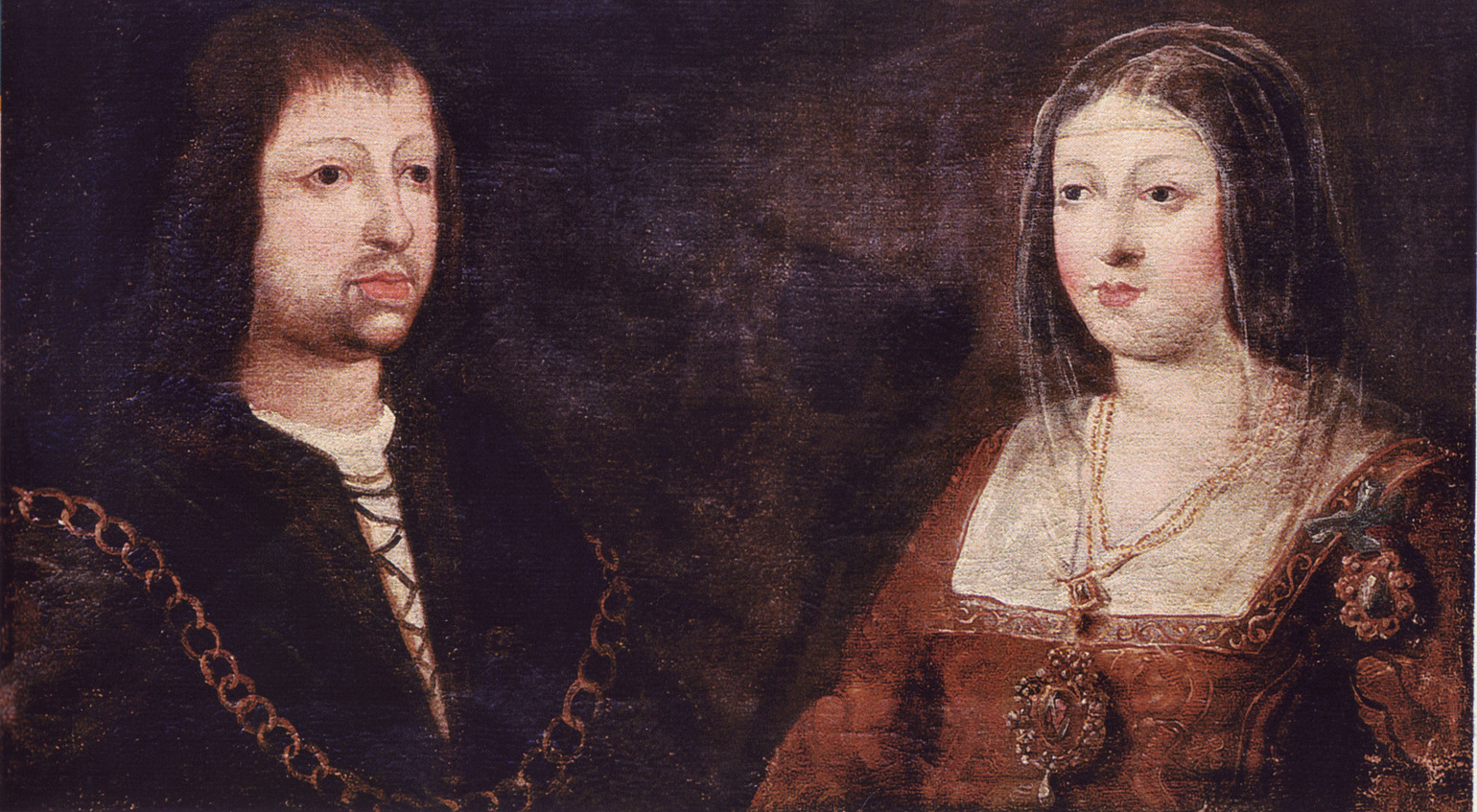
Os Reis Católicos

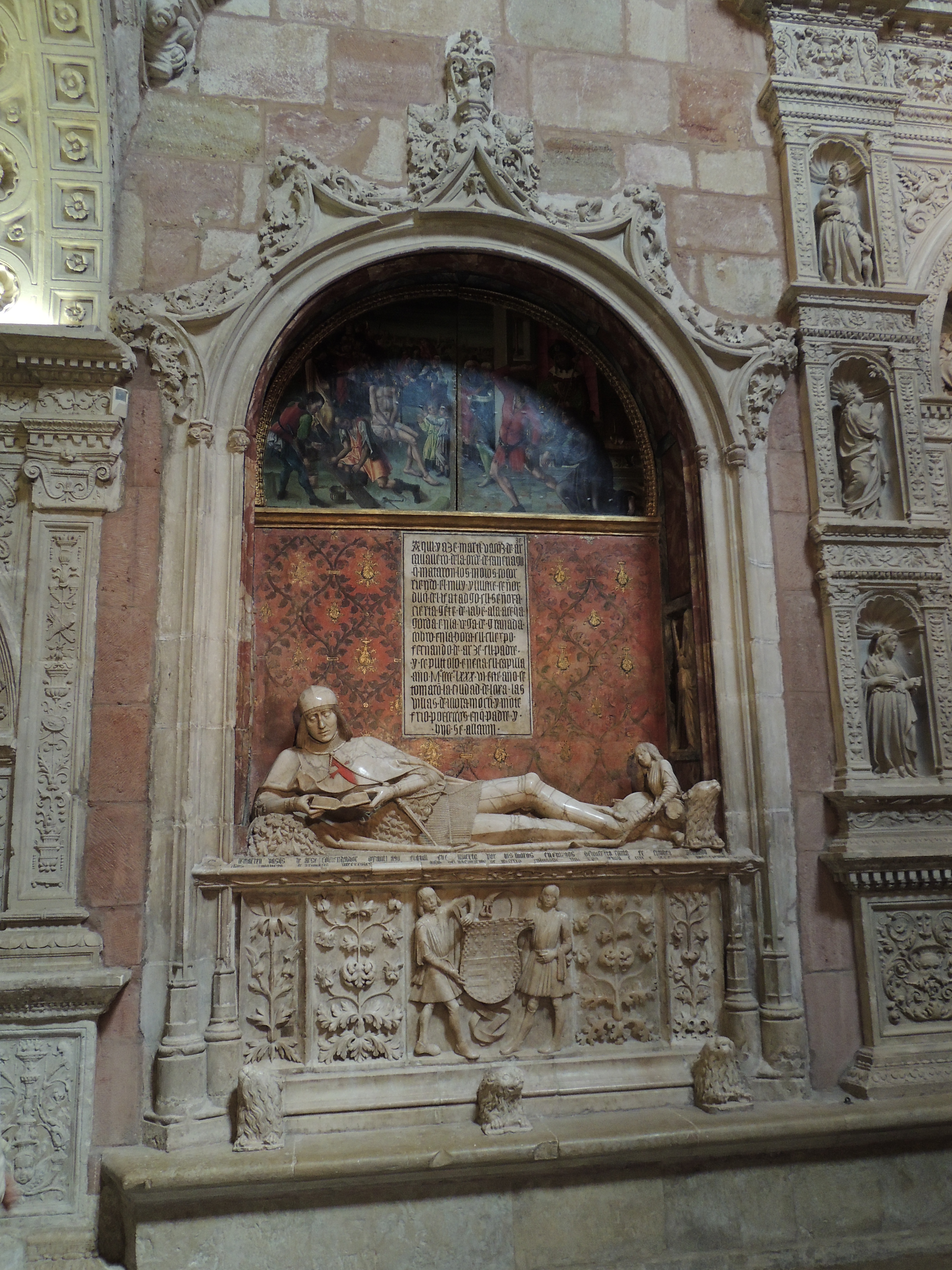
Túmulo do Doncel de Sigüenza

### Protagonismos
Sem menosprezar a presença fundamental do clero (como a do confessor real, Hernando de Talavera) e a mais obscura das classes médias (como a do secretário real Fernando de Zafra), o protagonismo fundamental da conquista correspondeu à nobreza, sob comando da monarquia. A implicação pessoal de Fernando foi constante, e incluiu Isabel, que não deixava de estar presente em lugares não demasiado seguros (acudiu a alguns assédios, e inclusive esteve presente no acampamento real durante um terrível incêndio). A famosa promessa de não mudar de camisa até tomar a cidade (que talvez não fosse Granada, mas Baza) é um mito de impossível verificação, que também se relacionou com o fecho dos banhos lentos, por questões morais.

#### Os cavaleiros castelhanos
Certas famílias da aristocracia castelhana destacaram-se pela sua participação nestas guerras, ainda que, ao contrário das anteriores Guerras civis castelhanas, neste caso submetidas a uma forte autoridade real. Destacou-se a família Mendoza na pessoa de Íñigo López de Mendoza e Quiñones, conde de Tendilha (não confundir com seu homónimo antepassado, o Marquês de Santillana), que recebeu o cargo hereditário de alcaide de Alhambra e os de capitão-general e vice-rei de Granada. A fronteira, no começo da guerra, ficou militarmente a cargo de três altos nobres: Alonso de Cárdenas, mestre da Ordem de Santiago, no oeste, com base em Écija; Pedro Manrique, duque de Nájera, no norte, com base em Xaém; e Pedro Fajardo, adelantado de Múrcia, com base em Lorca. O já nomeado Gonzalo Fernández de Córdova alcançou um protagonismo especial e um futuro muito mais importante que o que parecia reservar-lhe a sua posição de nascimento, pois mesmo sendo da alta nobreza (a casa de Aguilar e Córdova) não era mais que um filho segundo. A capacidade de mobilidade social ascendente não era impossível, mas estavam bem delimitadas as formas de aceder a ela: Gonzalo seria um exemplo de como era necessária uma boa combinação de berço, boa sorte, capacidade e esforço pessoal para se destacar naquela turbulenta ocasião. Sua ocasião chegou como consequência de sua especial habilidade para contactar com os muçulmanos, especialmente com o rei Boabdil que o considerava amigo pessoal desde que este esteve preso no castelo de Lopera. Após demonstrar o seu engenho e capacidade militar e organizativa, conseguiu a alcaidia de uma fortaleza importante (Illora) e seus bons ofícios foram transcendentais no fim da guerra. Também se produziram enobrecimentos de soldados de valor destacado, a última oportunidade de tal ascensão social, tanto por se acabar o território peninsular a reconquistar, como pela mudança fundamental que se estava a produzir nos próprios conceitos de guerra e da função militar da nobreza.
Quanto ao atingir a glória individual, pode citar-se Hernán Pérez del Pulgar, o alcaide das façanhas, que terminou luzindo no seu escudo onze castelos pelas praças tomadas (destacando Málaga e Baza) e mais um por um temerário golpe de mão nocturno em que gravou nas portas da Mesquita Maior de Granada um Ave María e incendiou a Alcaicería (1490). Se a procura da fama póstuma era um dos princípios que mais animava o Homem do Renascimento, não há dúvida de que também a conseguiu o menos afortunado Martín Vázquez de Arce (o Doncel de Sigüenza), com a sua morte em batalha e o seu extraordinário túmulo na Catedral de Sigüenza.

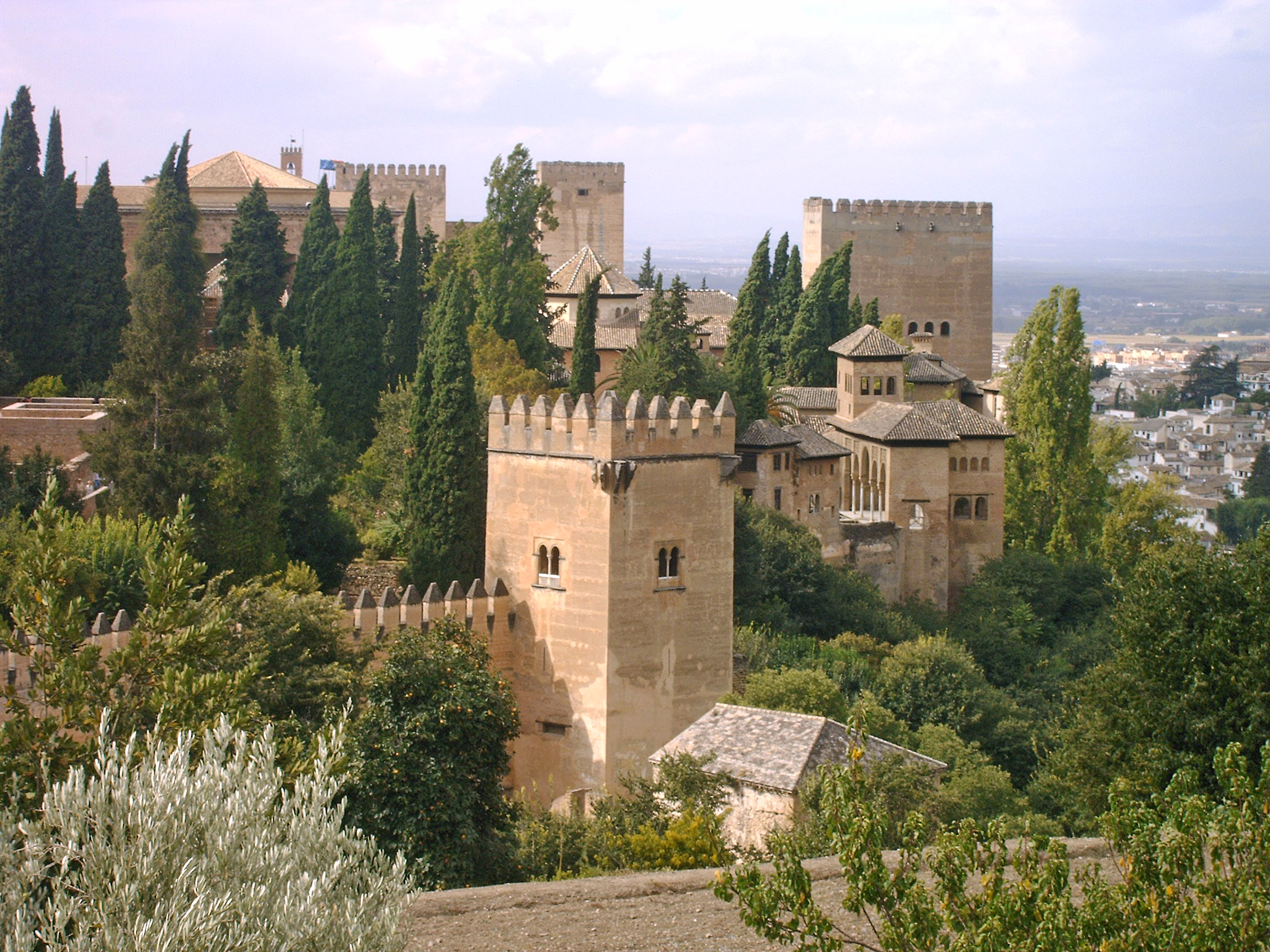
O Alhambra, cenário de intrigas internas dos últimos nacéridas, cuja tomada, simbolizada na erecção de uma cruz e no hastear do Estandarte Real e do de Santiago pelo Conde de Tendilha, significou o fim da guerra de Granada

#### Os sultões nacéridas
Ao mesmo tempo que os reinos cristãos se tinham pacificado e reorganizado, o reino de Granada enfrentava-se internamente, e a crise dinástica dos últimos sultões nacéridas (habitualmente referidos como "reis" nas fontes cristãs) era concretizada na luta de poder entre estes três personagens aparentados (entre parêntesis indicam-se os seus períodos de governo efectivo):
- Alboácem Ali "Mulei Hacém" (1464-1482 e 1483-1485).
- Abu Abedalá Maomé XII «Boabdil» também chamado o Menino (1482-1483 e 1486-1492), filho do anterior. É o mais implicado com os Reis Católicos, com quem tinha acordado a entrega de Granada se lhe fosse garantido um senhorio nas Alpujarras.
- Maomé XIII «o Zagal» (1485-1486), irmão do primeiro, e tio de Boabdil.

Além dos confrontos dentro da família real, a aristocracia granadina apresentava outras divisões, como a rivalidade que adquiriu toques lendários entre a família dos zegrís (fronteiriços ou defensores da fronteira) e a dos abencerragens (Banu Sarray, ou seja, filhos do talabarteiro). Também se registaram confrontos entre os Alamines, os Venegas e os Abencerragens em 1412. Estes últimos sublevaram-se em Málaga em 1473 e foram duramente reprimidos por Muley Hacén (incluindo, segundo a lenda, uma matança à traição num salão do Alhambra). Muitos fugiram para Castela.

## Desenvolvimento
Na cronologia da guerra de Granada distinguem-se várias fases:

### Primeira fase (1482 a 1487)

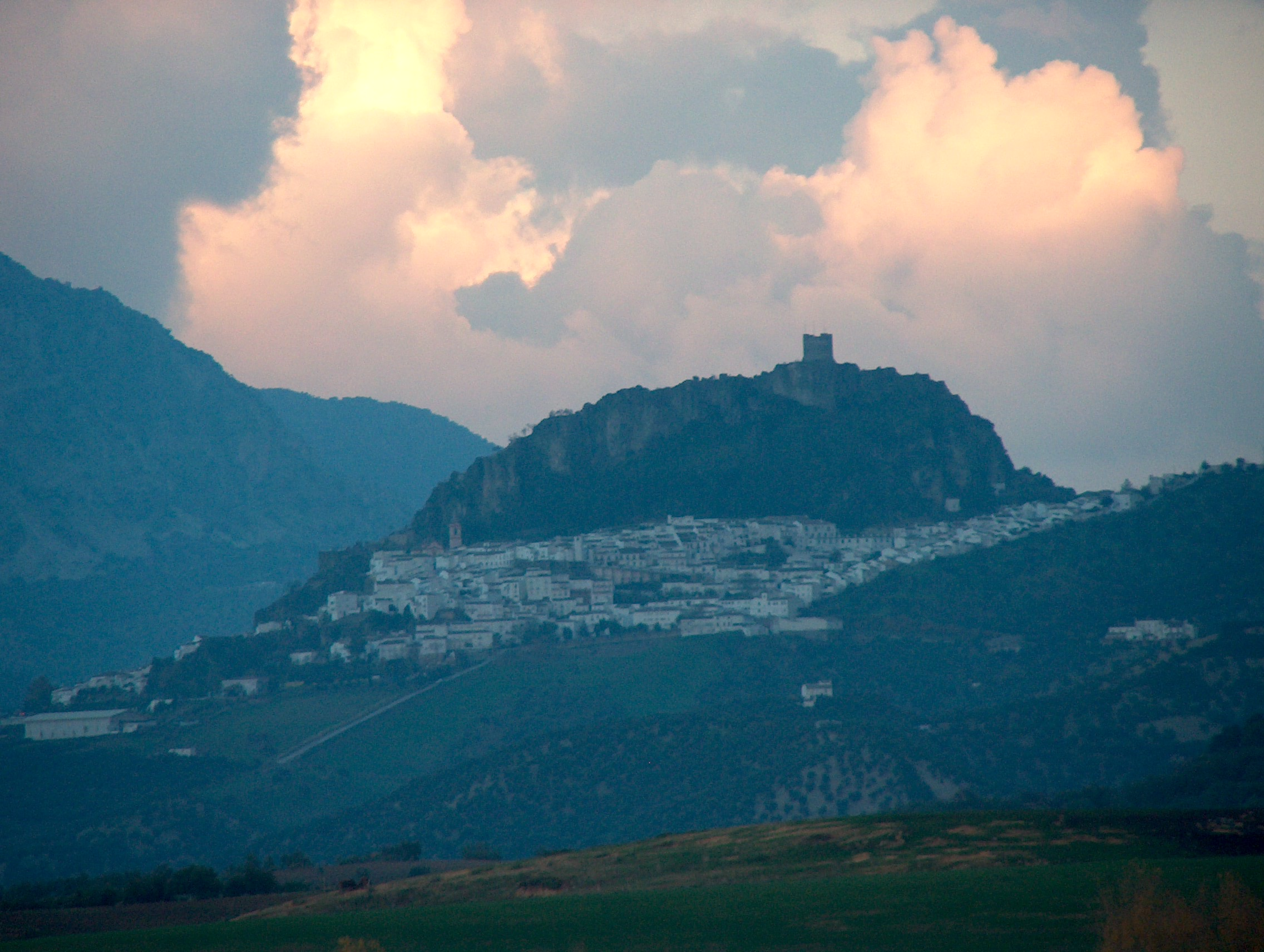
Zahara de la Sierra, na atual província de Cádis

A conquista da parte ocidental do reino (actual província de Málaga, Loja e Vega de Granada), embora as conquistas territoriais se fizessem esperar até 1485, após uns primeiros anos de improvisação.
Até então as tréguas entre Castela e Granada tinham-se renovado regularmente (em 1475, 1476 e 1478). Não obstante, os incidentes fronteiriços não eram estranhos, e a instabilidade do reino muçulmano potenciou uma ação pouco pensada: no final de 1481, como represália por fustigamentos pontuais da parte cristã, os muçulmanos tomaram Zahara de la Sierra. Tal forneceu uma desculpa plausível para uma operação de maior envergadura, em 28 de Fevereiro de 1482: a tomada de Alhama, a cargo de Rodrigo Ponce de León, 1.º Duque de Cádis, autorizado por Diego de Merlo, representante real em Sevilha. O duque de Medina Sidonia, aristocrata inimigo do duque de Cádis (num exemplo de submissão às ordens reais e coordenação num projeto comum) acode no reforço das posições recém-ganhas. Em Abril, é o mesmo Fernando quem acode a Alhama. Esta praça será objeto de uma especial atenção durante o resto da guerra, e confiada, como uma honra, a personagens importantes (a partir de 1483 ao conde de Tendilha). Se bem manter uma praça avançada e isolada era um disparate do ponto de vista estratégico, fizeram-se todos os esforços necessários para a manter abastecida e render periodicamente as tropas da sua guarnição, funcionando como um dos elementos propagandísticos mobilizadores da guerra. Não é estranho que algumas peças do Romancero, em particular o Romance da Perda de Alhama, elegendo este episódio exerceram essa função:

“
Passeava-se o rei mouro
pela cidade de Granada,
da porta de Elvira
até à de Vivarambla
- Ai da minha Alhama!
Cartas lhe foram vindas
que Alhama era ganha.
As cartas deitou-as ao fogo,
e ao mensageiro matara.
- Ai da minha Alhama!
Descia de uma mula
e num cavalo cavalga,
pelo Zacatin acima
subido tinha ao Alhambra.
…
- Haveis de saber, amigos,
uma nova desdita:
que cristãos de bravura
já nos tomaram Alhama.
- Ai da minha Alhama!
Ali falou um alfaqui,
de barba crescida e cãs:
- Bem se te emprega, bom rei,
bom rei, bem se te emprega
- Ai da minha Alhama!
- Mataste os Abencerragens,
que eram a flor de Granada;
colheste as tempestades
de Córdova a nomeada.
- Ai de minha Alhama!
Por isso mereces, rei,
uma pena bem dobrada:
que te percas tu e o reino,
e aqui se perca Granada.”

— Romance da Perda de Alhama

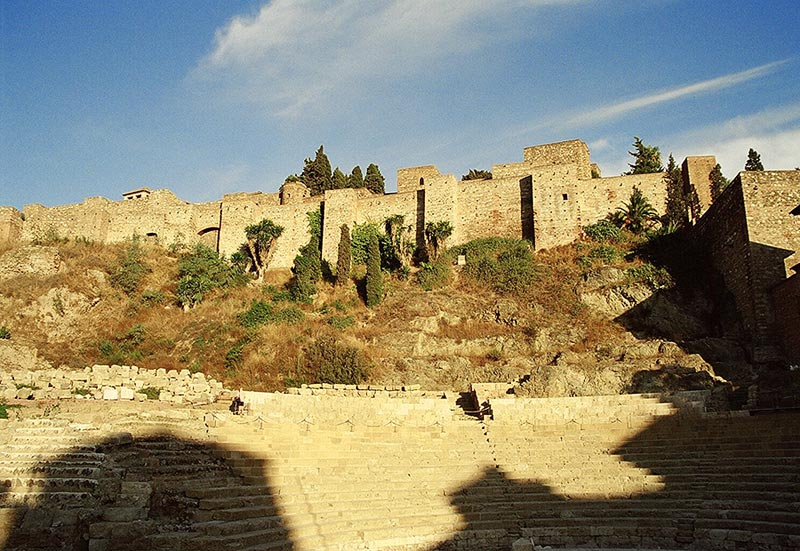
A fortaleza muçulmana ou alcáçova de Málaga, no monte Gibralfaro, sobre o antigo teatro romano

As seguintes operações significaram um fracasso para os cristãos: no falhado ataque a Loja (Julho de 1482) morre o mestre da Ordem de Calatrava, Rodrigo Téllez Girón, e na primavera seguinte também não se consegue tomar nem Málaga nem Vélez-Málaga, caindo prisioneiros importantes nobres, como Juan de Silva, conde de Cifuentes.
Em abril de 1483, no meio dos conflitos internos, e com o fim de adquirir prestígio, Boabdil tenta sem êxito tomar Lucena, caindo prisioneiro.
O destino do rei-menino debateu-se num conselho celebrado em Córdova. O Marquês de Cádis era consciente das implicações na política interior granadina.
| “ | Porque os mouros têm pouca fé em seus reis, e lhes dão tão pouco acatamento, que ligeiramente os fazem e desfazem estando livres; mais ainda estando presos, o que em diversos tempos havemos visto, e agora vemos a prisão deste. A qual sabida, logo os mais que estavam à sua obediência tornaram à do rei seu pai, e privaram o filho do nobre de rei que lhe haviam dado. | ” |

Os Reis Católicos fazem uma jogada que demonstrou ser decisiva: libertam-no depois de se assegurarem da sua aliança, incluindo o pagamento de tributos. A partir de Almeria, fará a guerra ao seu pai, o sultão Muley Hacén. Em pouco tempo (no outono), Zahara, a praça que havia originado o conflito, volta a mãos cristãs. Também teve importância a tomada de Tájara durante uma vasta expedição de fornecimento a Alhama e de corte da vega granadina dirigida pelo próprio Fernando. A sua situação frente a Loja há-de torná-la chave na fase seguinte.
O ressentimento contra Boabdil repôs seu pai no trono de Granada e valeu-lhe uma fatwa ou condenação por um tribunal composto pelos mais prestigiados cádis, muftis, imames e professores a 17 de Outubro de 1483, que não obstante citar gravíssimas consequências fundamentadas no Corão, também deixa prudentemente uma margem para a reconciliação:
Assim disse o Enviado de Alá - Alá o bendiga e salve - «Não é outra coisa senão a morte», que significa: destruição dos muçulmanos, incitamento ao inimigo a extirpar de vez a flor e nata dos crentes e violar as suas coisas mais sagradas, tudo o que é declarado ilícito no Livro de Alá , na sunna de seu Enviado - Alá o bendiga e salve -, e na opinião unânime dos ulemas, além de outros perigos evidentes, já que apoiar-se nos não muçulmanos e pedir-lhes ajuda cai, com toda a evidência, sob a ameaça contida nas palavras de Alá o Altíssimo: « Oh, crentes! Não tomeis por amigos os judeus e os cristãos, porque uns são amigos dos outros. Aquele de entre vós que os tome por amigos se converterá num deles. Alá não é guia de gente injusta». E nestas outras palavras: «Aquele de vós que o fizer, se apartará do caminho plano».

Ter prestado juramento de fidelidade ao príncipe prisioneiro é obstinar nos erros e feitos ilícitos a que nos temos referido e insistir nos crimes e maldades que perpetraram. Todo aquele que lhes dê amparo, ou ajude em palavra ou obra, presta ajuda à rebeldia contra Alá o Altíssimo e se põe contra a sunna do seu profeta. E todo aquele que se agrade no que fazem, ou deseje a sua vitória, tem o desejo de rebelar-se contra Alá na terra de Alá com a mais grave das rebeldias. Esta é a qualificação se persistem em tal conduta.

Se voltam a Alá e renunciam à deserção e à rebeldia em que se encontram, os muçulmanos têm o dever de os aceitar, porque Alá o Altíssimo diz: «Quem depois de ter cometido injustiça volte a Alá e se emende, também Alá volta a ele». A Alá pedimos para que nos inspire o recto caminho que devemos seguir, nos livre da maldade de nossas almas e abençoe o nosso acordo. Ele, que o pode fazer, nos valha nisso.— Autores da fatwa

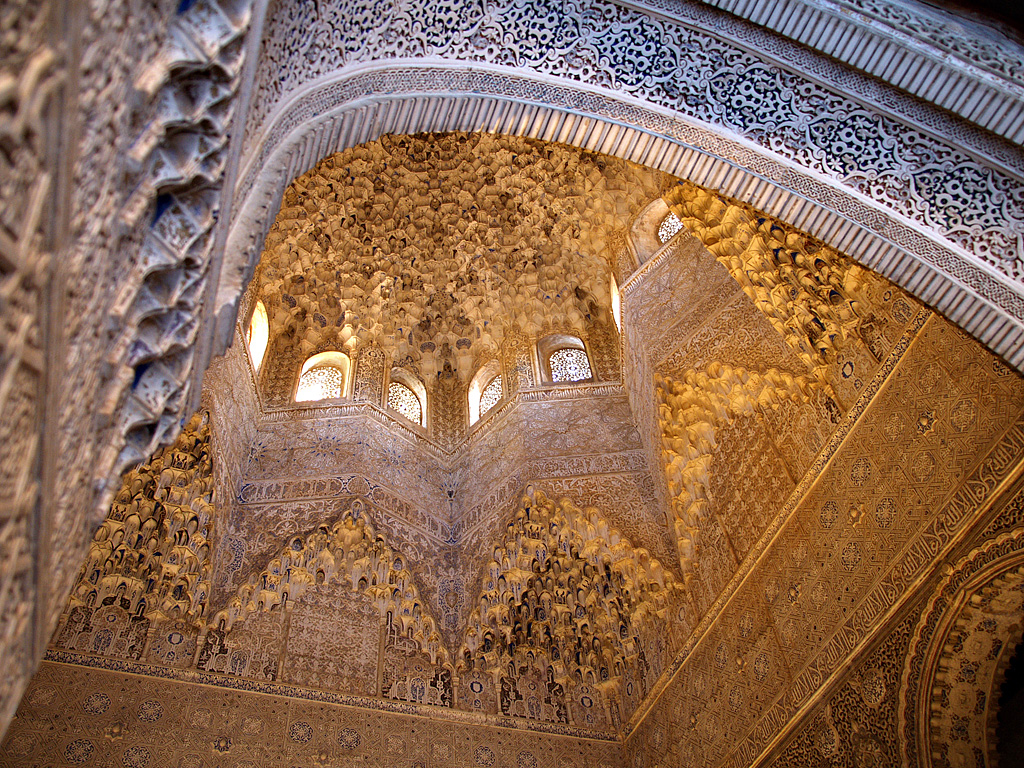
Tecto da Sala dos Abencerragens do Alhambra, onde segundo a lenda foram assassinados por ordem do sultão trinta e seis cavaleiros principais da família Banu Sarray ou Abencerragens

#### Ponto de inflexão (1485)
Esses momentos podem considerar-se um ponto de inflexão: se até aí os dois primeiros anos de guerra não tinham sido muito diferentes da forma medieval de guerra, daí em diante o ataque cristão adquiriu uma intensidade e continuidade que demonstravam a vontade de suprimir definitivamente a existência independente do reino de Granada. A partir de então, e sucessivamente, caem Ronda (Maio de 1485), Marbella (sem combater), Loja (Maio de 1486, com uso decisivo da artilharia pesada), grande parte da Vega de Granada (fortalezas de Illora, Moclín, Montefrío e Colomera), e na costa Vélez-Málaga e a própria Málaga (7 de Maio de 1487). Esta praça era especialmente significativa por ser o principal porto e pela redução à escravidão da maioria dos seus 8000 habitantes (os que não reuniram um resgate de 20 dobras) e dos 3000 gomeres da sua guarnição, de procedência norte-africana, dirigidos por Hamet, o Zegri.

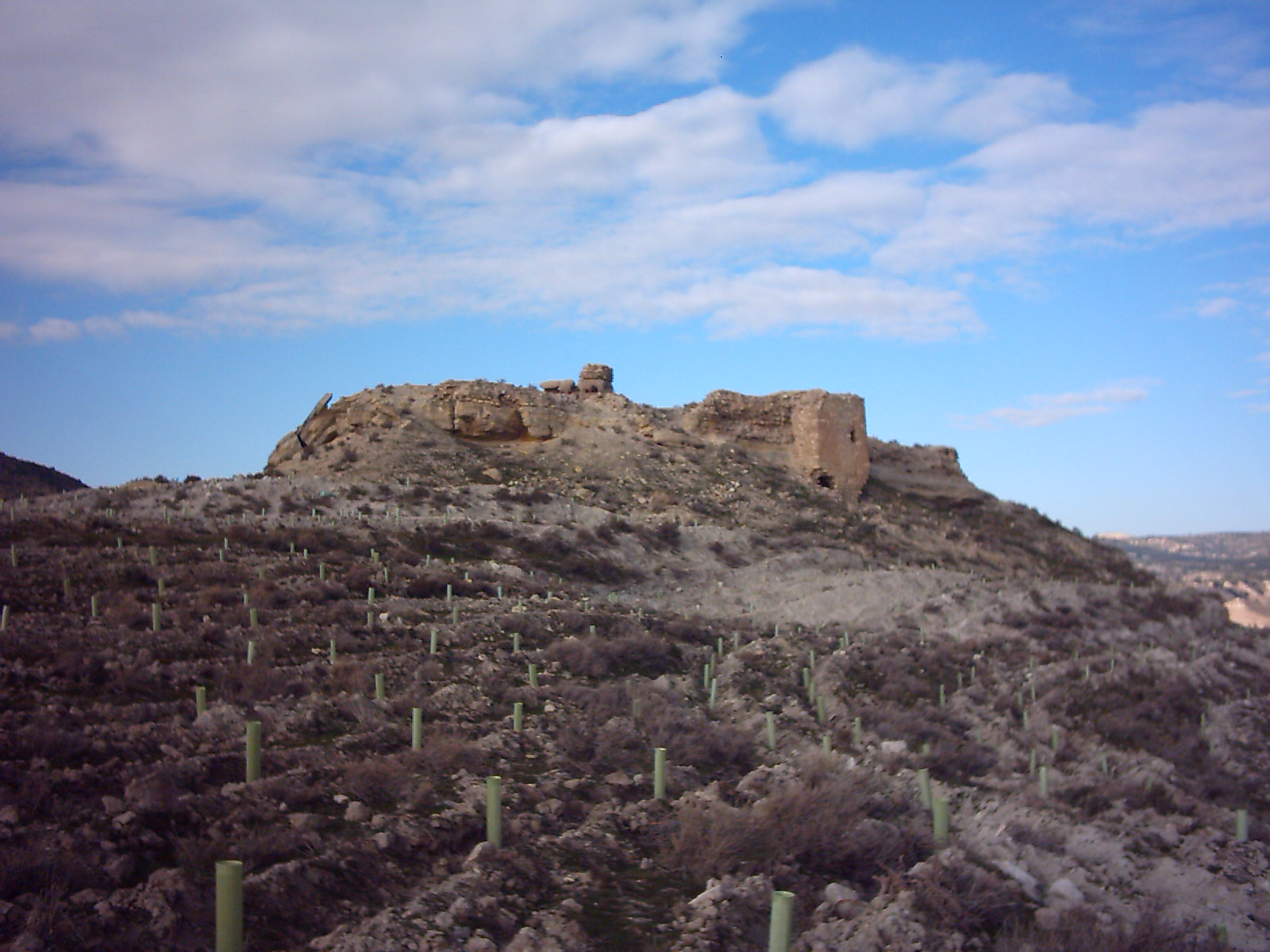
Castelo de Benzalema, em Baza

No aspecto interno da política granadina, as lutas internas não foram menos violentas, e eram mesmo mais decisivas para a sorte final da guerra. Em 1485 o Zagal parecia ter derrotado os seus parentes, destronando seu irmão Muley Hacén (que morreu pouco depois) e expulsando seu sobrinho das zonas que ocupava. Boabdil viu-se forçado a recuperar a imagem de guerreiro islâmico com uma nova ofensiva contra os cristãos, embora no decorrer desta voltasse a cair prisioneiro de Castela. Não obstante, o feito não lhe foi desfavorável, já que foi desculpa suficiente para selar um novo tratado com os Reis Católicos, pondo-se à frente de um exército cristão-muçulmano que toma Granada para Boabdil em 1487. Sobrava para o Zagal boa parte do resto do território, incluindo cidades assediadas como Baza.

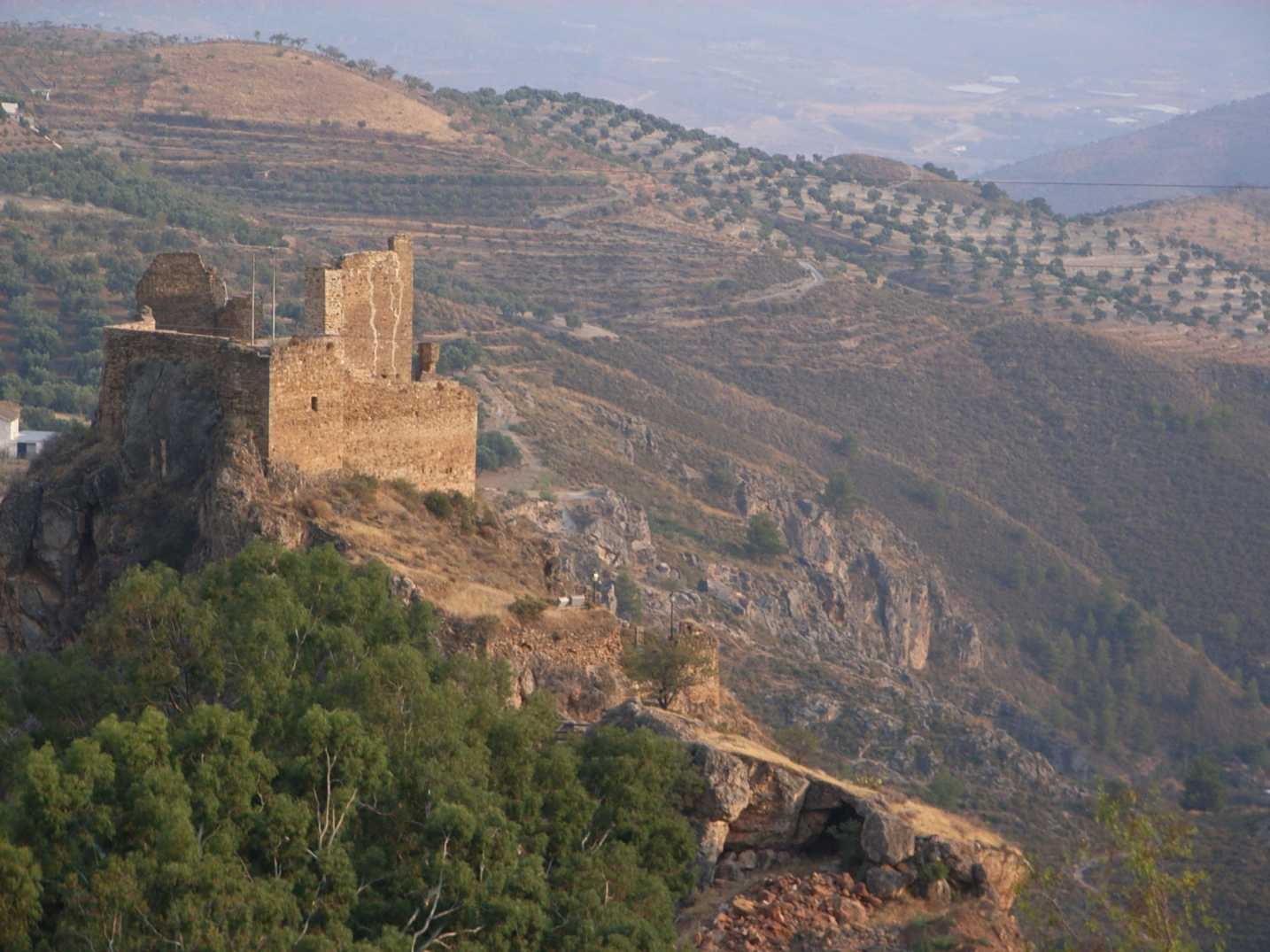
Castelo de Lanjarón, nas Alpujarras

### Segunda fase (1488 a 1490)
Consistiu na conquista da parte oriental do reino (atual província de Almeria) e o resto do território, exceto a capital.
As campanhas militares foram travadas em 1488 como consequência de vários fatores: uma epidemia de peste em toda a Andaluzia, a convocatória de Cortes nos reinos da Coroa de Aragão, que exigia a atenção de Fernando, e o cansaço próprio dos anos decorridos de guerra. Também existiram razões de política exterior, pois a questão sucessória da Bretanha, que envolvia Navarra, proporcionava uma oportunidade que não podia desaproveitar-se; mesmo com a campanha dirigida contra o rei de França, que foi um fracasso militar, a jogada provou-se um êxito diplomático e proporcionou a base da futura invasão de Navarra e da aliança com Maximiliano de Habsburgo, a quem apoiaram numa conjuntura difícil.
Movida a base de operações para Múrcia, produzem-se umas primeiras conquistas relativamente simples (Vera, Vélez Blanco e Vélez Rubio). Não obstante, localidades melhor defendidas, como Baza e Almeria, resistem firmemente, no que foi a campanha mais dura de toda a guerra (1489). A tomada de Baza, assediada de Junho a Dezembro de 1489, levou em pouco tempo à capitulação de Almeria, Guadix, Almuñécar e Salobreña, enquanto o Zagal se rendia aos Reis Católicos, passando ao seu serviço a partir do seu senhorio de Andarax. Granada ficava totalmente isolada. Mais tarde (1491), retirou-se para África, onde o sultão de Fez, por sugestão do seu sobrinho Boabdil, o encarcerou e mandou cegar.

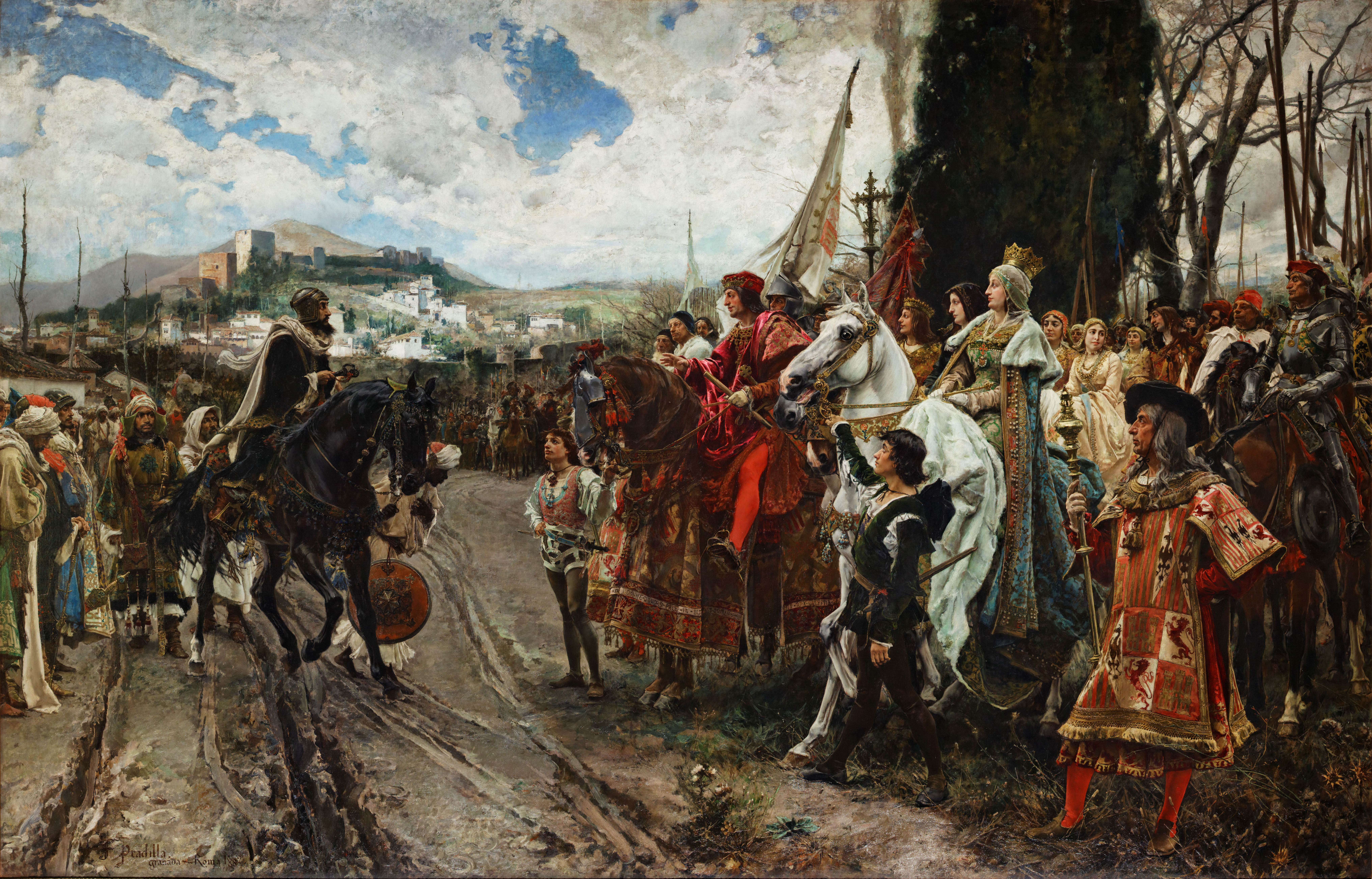
Rendição de Granada, por Francisco Pradilla, um dos especialistas na pintura histórica própria da segunda metade do século XIX

### Terceira fase, de 1490 a 1492
Limitadas as operações ao assédio da cidade, dirigido a partir do acampamento-cidade de Santa Fé, com mais intrigas que acontecimentos militares, os Reis Católicos exigiram a Boabdil a entrega da cidade em cumprimento dos seus tantas vezes renovados pactos.
O desenlace não se demorou por resistência deste, a quem faltava controlo interno sobre a cidade, que os cristãos também não desejavam que desaparecesse. As últimas negociações secretas, incluíam o respeito pela religião islâmica dos que decidiram ficar, a possibilidade de emigrar, uma isenção fiscal por três anos e um perdão geral pelos delitos cometidos durante a guerra, segundo 3 documentos negociados entre Abul Kasim, como emissário de Boadbil, e os Reis Católicos.
| “ | O de Zafra, portador da proposta definitiva dos Reis de Castela, atrasava-se aquele dia no interior da praça. Havia caído já a noite, e no quartel dos Reis o seu atraso infundia suspeitas… Fernando de Zafra, que tarda em chegar, é julgado como morto ou prisioneiro… do quarto da modorra, (…) sem ânimo algum (…), saiu Gonzalo de Córdova, rodeado por guardas. Antes da luz primeira, chegou ao Alhambra, onde falou com o Rei e discutiram ainda as garantias que os Reis davam a Boadbil pelo seu domínio das Alpujarras. E o recém-chegado foi quem cessou a discussão que punha fim ao tratado (…). | ” |

As negociações com o último rei mouro de Granada, Boabdil, tinham começado no Outubro de 1491. A 25 de Novembro de 1491 foram assinadas as capitulações, que concediam ainda um prazo de dois meses para a rendição. Não houve necessidade de o outorgar, porque os rumores difundidos entre o povo causaram alguns tumultos, sufocados tanto pelos cristãos quanto pelos fiéis a Boadbil, que acaba por entregar Granada a 2 de Janeiro de 1492.
Na véspera do dia 1 de Janeiro de 1492 Boabdil envia cerca de 400 mouros como reféns, carregados de presentes para os reis, enquanto um grupo de oficiais toma a colina do Alhambra, a fim de ocupar pontos estratégicos. Na manhã do dia 2, segue Fernando de Aragão e a sua Corte, seguidos por Isabel com o príncipe João e as suas irmãs e, atrás, as tropas, ao encontro do rei mouro. Boabdil entrega as chaves da cidade diante de 100 000 espectadores muçulmanos, judeus, cristãos, castelhanos e estrangeiros e é içada, pela primeira, a bandeira dos reis de Espanha na mais alta torre do Alhambra.
Não houve pilhagem nem saque; a vitória era celebrada por vários dias de festejos e por isto outorgava-lhes o Papa Alexandre VI o título de «Reis Católicos».
Boabdil estava obrigado a aceitar as condições dos vencedores, como a liberdade de culto, a segurança das pessoas, e a liberdade de emigrar levando ou vendendo os bens. Esta opção rapidamente se mostrou inevitável, provavelmente devido às situações constrangedoras em que se veriam os muçulmanos no seguimento da derrota. As pressões acumulam-se — a Inquisição representava uma forte ameaça ao islamismo e os impostos eram insuportáveis — e grande parte dos vencidos decide retirar-se no Outono de 1492, à semelhança de Boabdil.
Rebentam as revoltas, pois as promessas dos Reis Católicos não estavam a ser cumpridas, e a Espanha vê-se vítima de represálias conduzidas a partir do Magrebe em algumas aldeias costeiras. A emigração assume agora um carácter de expulsão — que se coloca em paralelo com a dos judeus — e, com a recente descoberta da América (Índias Ocidentais), a Espanha sofre também de um êxodo que lhe viria a sair caro mais tarde.

## O destino dos mouriscos
Boabdil começou por se retirar para as terras alpujarrenses que garantiram os Reis, mas finalmente (Novembro de 1493, depois de uma forte indemnização), optou por cruzar o estreito, como a maior parte da elite andaluza. Outros, como a família Abén Humeya, converteram-se ao cristianismo e foram recompensados com a conservação e mesmo o incremento do seu estatuto social (senhorio de Válor). Apesar das conversões terem sido muito minoritárias entre a população muçulmana, que ficou submetida ao domínio cristão - categoria social que durante a Idade Média vinha recebendo o nome de mudéjares e que a partir de agora passavam a denominar-se mouriscos (não confundir com mouros) - tal população era constituída fundamentalmente por camponeses submetidos a um duro regime feudal, agora com senhores cristãos.
Calcula-se em quase mil o número de mercês, que neste caso eram transferências de propriedades a grandes senhores, militares destacados ou clérigos importantes, incluindo muçulmanos aliados (algumas serão inclusive devoluções parciais de terras confiscadas durante a guerra). Na prática totalidade eram senhorios de pequenas dimensões, com a excepção da marca de Canete, que se formara com a concessão feita ao Cardeal Mendoza. Pode-se dizer que, desde antes de acabar a conquista, está a desenhar-se um processo repovoador, planificado em boa parte por Fernando de Zafra, não isento de contradições.
| “ | Se aqui se hão-de cumprir todas as mercês, não é mister que se povoe de cristãos, nem tão pouco de mouros. Não entendam vossas altezas que isto se pode fazer tudo junto, cumprir com as mercês e povoar os povos. | ” |

A população mourisca passou, em pouco tempo, de ser tratada com uma inicial política de apaziguamento, como correspondia segundo as condições da capitulação, dirigida no religioso pelo frei Hernando de Talavera, confessor da rainha e primeiro arcebispo da cidade, a outra de maior firmeza a partir da visita do novo confessor, o Cardeal Cisneros, em 1499. Como resultado, obtém-se um incremento das «conversões», mas também um motim no Albaicín e uma sublevação nas Alpujarras.
Tais desordens foram consideradas como uma ruptura das condições da capitulação pela parte islâmica, com o que, livres de toda a cortesia, os reis emitiram a Pragmática de 11 de Fevereiro de 1502, que obrigava ao baptismo ou ao exílio os muçulmanos. Na prática, os baptismos ocorreram maciçamente, com uma coerção pouco dissimulada. Mais que um remédio, originou-se um problema de integração, incluindo a rebelião das Alpujarras (1568-1571), considerada a nova Guerra de Granada, a sua dispersão pelos territórios castelhanos do interior e, com o tempo, a expulsão dos mouriscos em 1609, junto com os mouriscos da Coroa de Aragão.